# Mala yerba
Mala yerba és una obra de teatre escrita per Rafael Mendizábal Iturain. Fou dirigida per Eduardo Fuentes i estrenada al Teatro Reina Victoria de Madrid el 30 de març de 1989. Alguns l'han comparada amb Bajarse al moro. Va assolir un gran èxit de públic gràcies a la participació de l'actriu Rafaela Aparicio, qui fou candidata al Fotogramas de Plata a la millor labor teatral de 1990. L'obra es tornaria a representar el 2001 i com que Rafaela Aparicio havia mort fou substituïda per Queta Claver.

## Argument
Dos venedors de droga d'estar per casa veuen alterats els seus plans de vida quan els visiten l'àvia i la germana d'un dels "camells" que utilitzen per portar la droga des d'Hamburg. Després d'una sèrie de desacords entre els venedors, intenten utilitzar l'àvia com a correu sense el seu consentiment i sense que ella ho sàpiga.

## Repartiment
- Rafaela Aparicio - Àvia
- Nancho Novo
- Paloma Suárez
- Ángel Pardo
- Francisco Vidal